# Oksana (actrice pornographique)
 (août 2009).
Si vous disposez d'ouvrages ou d'articles de référence ou si vous connaissez des sites web de qualité traitant du thème abordé ici, merci de compléter l'article en donnant les références utiles à sa vérifiabilité et en les liant à la section « Notes et références ».
Pour les articles homonymes, voir Oksana et Vinchon.
Oksana née le 1er février 1982 à Maubeuge, est une actrice pornographique et écrivaine française de science-fiction.

## Biographie
Oksana est diplômée du bac S et d'un DEUG MIAS. Elle est également ceinture noire de judo [réf. nécessaire]. 
Elle est repérée par Fred Coppula et fera ses débuts dans Salopes 3, où elle apparaît seule sur la jaquette. Dès cette première apparition, elle remporte un vif succès auprès du public. Elle apparaît ensuite dans les plus grandes productions européennes telles que Private, Blue One et Marc Dorcel.
Elle rejoint alors les productions Marc Dorcel pour signer son premier contrat professionnel et devient alors l'égérie de cette production avec le titre d'ambassadrice des productions Marc Dorcel. Ses films sont distribués dans 47 pays, ce qui lui permet d'acquérir une notoriété à l'étranger.
Elle est apparue dès 2005 dans les médias et ce, même dans les médias généralistes comme le morning de Fun Radio ou sur  TF1 dans La Méthode Cauet. Elle a également été invitée chez Les Grosses Têtes de Philippe Bouvard. Après s'être fait appeler « Oksana d'Harcourt » au début de sa carrière, elle a abandonné l'usage de ce pseudonyme à la suite de la requête de la famille d'Harcourt, avec laquelle elle n'a aucun lien de parenté.
En juin 2006, elle annonce la fin de son contrat d'exclusivité avec VMD et signe avec VCOM. Oksana a tourné, à ce jour, dans une vingtaine de films pornographiques.
En 2007, elle participe au clip Sois hardcore de Stomy Bugsy et présente Les Nuz sur comédie coprésenté avec Laurent Weil. Elle a participé à la série érotique fantasme à partir de cette même année. 
Elle a été la marraine de plusieurs salons de l'érotisme dans la province française, notamment dans le Nord de la France, salons de l'érotisme en Belgique notamment à Bruxelles ou Mons (Erotix Mons).
Oksana a joué une scène de sexe avec Philippe Caubère dans le film de Frédéric Schoendoerffer, Truands (2007).
En 2008-2009, elle est chroniqueuse et rédactrice dans Les filles de Penthouse version française.
En 2009, elle s'essaie à l'écriture en cosignant avec Gil Prou un roman de science-fiction, Cathédrales de brume, paru aux éditions Rivière Blanche, puis Katharsis en 2010 et Zalmoxis en 2016.
Oksana lance parallèlement en novembre 2009 sa société de production baptisée « OksanaTV », dont l'objet est de réaliser des films X comportant de vrais scénarios.

## Filmographie sélective
- 2005 : Salopes 3 de Fred Coppula
- 2005 : Oksana - Flic en uniforme d'Alain Payet
- 2005 : Madame
- 2005 : Megasexus d'Alain Payet
- 2006 : Oksana : Pornochic 10 d'Hervé Bodilis
- 2006 : Corsica Hot Sex
- 2006 : Les Deux Sœurs (avec Nina Roberts)
- 2006 : In Bed with Doc Gynéco de François Regis (Marc Dorcel)
- 2006 : La Veuve
- 2006 : La Chasse
- 2006 : Urgences
- 2006 : Russian Institute : Lesson 7
- 2006 : Suzie : Pornochic 13
- 2007 : Truands (non X) : Dany (prostituée dans la boite de nuit)
- 2007 : Le Démon, de Jack Tyler (Vcom)
- 2007 : Oksana Infinity (Best Of Dorcel)
- 2007 : Oksana : l'Expérience
- 2010 : In The Club
- 2010 : Eject de Jean-Marc Vincent : Lolita (Non X)
- 2017 : Une si belle histoire d'amour, Jeux pour couples melangistes Blue One

## Bibliographie

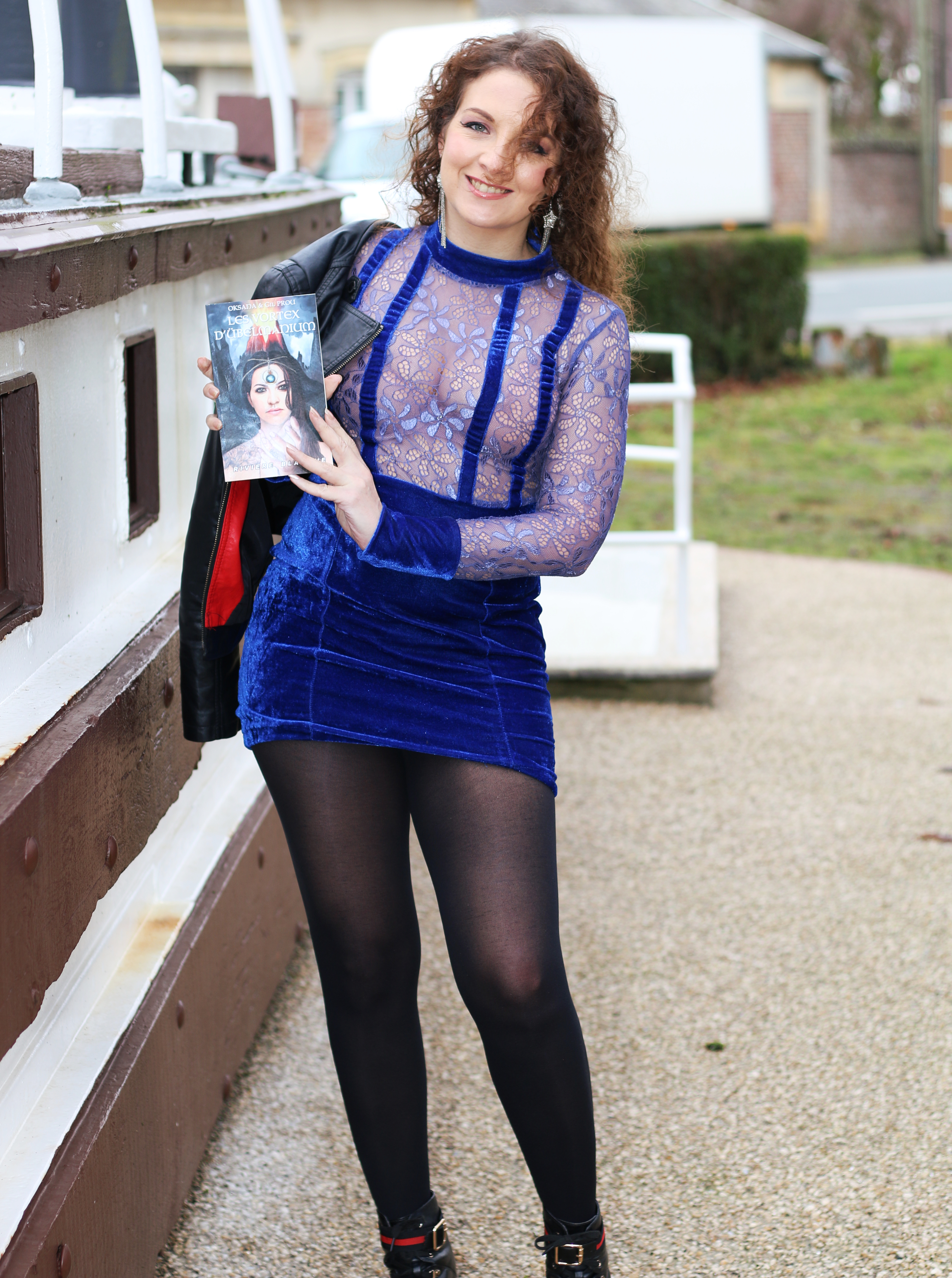
Les vortex d'Übelmanium et son auteure.

## Distinctions
- 2005 : Golden star erotica Praha : meilleur show européen
- 2006 : Meilleure actrice Française
- 2007 : Meilleure actrice Européenne
- 2008 : nommée AVN Las Végas best foreign actress